# Сапукая (Пара)

Сапукая на карте штата.

Сапукая (порт. Sapucaia) — муниципалитет в Бразилии, входит в штат Пара. Составная часть мезорегиона Юго-восток штата Пара. Входит в экономико-статистический микрорегион Реденсан. Население составляет 5047 человек на 2010 год. Занимает площадь 1298,190 км². Плотность населения — 3,89 чел./км².

## Демография
Согласно сведениям, собранным в ходе переписи 2010 г. Национальным институтом географии и статистики (IBGE), население муниципалитета составляет:
| Полное население                               | Полное население                               | Полное население                               | Полное население                               | 5047  |
| ---------------------------------------------- | ---------------------------------------------- | ---------------------------------------------- | ---------------------------------------------- | ----- |
| в том числе:                                   | Городское население                            | 3325                                           | Процент городского населения, %                | 65,88 |
|                                                | Сельское население                             | 1722                                           | Процент сельского населения, %                 | 34,12 |
|                                                | Мужское население                              | 2710                                           | Процент мужского населения, %                  | 53,70 |
|                                                | Женское население                              | 2337                                           | Процент женского населения, %                  | 46,30 |
| Плотность населения, чел/км²                   | Плотность населения, чел/км²                   | Плотность населения, чел/км²                   | Плотность населения, чел/км²                   | 3,89  |
| Население муниципалитета в % к населению штата | Население муниципалитета в % к населению штата | Население муниципалитета в % к населению штата | Население муниципалитета в % к населению штата | 0,07  |

По данным оценки 2015 года, население муниципалитета составляет 5587 жителей.

## Статистика
- Валовой внутренний продукт на 2003 год составляет 48 988 301,00 реалов (данные: Бразильский институт географии и статистики).
- Валовой внутренний продукт на душу населения на 2003 год составляет 15 161,96 реалов (данные: Бразильский институт географии и статистики).
- Индекс развития человеческого потенциала на 2000 год составляет 0,730 (данные: Программа развития ООН).

## Важнейшие населенные пункты
| № | Населённый пункт | Населённый пункт (порт.) | Категория | Население чел. (2010) | На карте                       |
| - | ---------------- | ------------------------ | --------- | --------------------- | ------------------------------ |
| 1 | Сапукая          | Sapucaia                 | город     | 3325                  | 6°56′30″ ю. ш. 49°41′58″ з. д. |